# 房総治乱記
『房総治乱記』（ぼうそうちらんき）とは、江戸時代初期に編纂されたと考えられている軍記物語。成立年代・著者ともに不明。
戦国時代末期の上総国南部の有力城主であった武田豊信（庁南城）・土岐頼春（万喜城）・正木頼忠（勝浦城）・里見義康（大多喜城）の間で繰り広げられた天正15年（1587年）から豊臣秀吉の小田原征伐によって終焉を余儀なくされた天正18年（1590年）までの戦乱の様子と付記として慶長6年に上総を襲った地震、同14年（1609年）のドン・ロドリゴ漂着事件について記している。
ただし、史実としての正確性には欠けると言われる。内閣文庫に寛文8年（1668年）の写本が伝わっているのが最古である。そのため、慶長末期から寛文にかけての江戸時代初期の作品であると考えられている。昭和になって行われた2度の『房総叢書』編纂時に採録されている。